# Diga
Diga est un woreda de l'ouest de l'Éthiopie situé dans la zone Misraq Welega de la région Oromia. Partie nord de l'ancien woreda Diga Leka, le woreda Diga compte 66 689 habitants en 2007 et son chef-lieu est Efa. 

## Origine
L'ancien woreda Diga Leka, encore présent au recensement de 1994[réf. souhaitée], se subdivise entre Diga et son voisin méridional Leka Dulecha à la fin des années 1990 ou au début des années 2000.

## Situation
Limitrophe de la région Benishangul-Gumuz et de la zone Buno Bedele de la région Oromia, le woreda Diga est bordé dans la zone Misraq Welega par Sasiga au nord et Leka Dulecha au sud. Il s'étend jusqu'à Nekemte et Guto Gida à l'est[à vérifier] et jusqu'à la rivière Didessa à l'ouest.
Les deux principales agglomérations, Efa et Arjo Gudetu, sont sur la route principale Nekemte-Gimbi,,.

## Population
Au recensement national de 2007, la population du woreda atteint 66 689 habitants dont 13 % de citadins. Efa est la principale agglomération avec 6 777 habitants, Arjo Gudetu a 1 600 habitants à la même date.
Environ 50 % des habitants sont protestants, 37 % sont orthodoxes, 12 % sont musulmans et 1 % sont catholiques.
En 2022, la population du woreda Diga est estimée à 98 893 personnes avec une densité de population de 169 personnes par km2 et 586 km2 de superficie.